# Брезна (Призрен)
Брезна (алб. Breznë) је насељено место у општини Призрен, на Косову и Метохији. Према попису становништва из 2011. у насељу је живело 1.990 становника.

## Становништво
Према попису из 2011. године, Брезна има следећи етнички састав становништва:
| Националност | 2011.          |
| Албанци      | 1.986 (99,80%) |
| Бошњаци      | 4 (0,20%)      |
| Укупно       | 1.990          |

| Демографија | Демографија | Демографија |
| Година      | Становника  | Становника  |
| ----------- | ----------- | ----------- |
| 1948.       | 908         |             |
| 1953.       | 871         |             |
| 1961.       | 946         |             |
| 1971.       | 1.410       |             |
| 1981.       | 1.971       |             |
| 1991.       | 2.465       |             |
| 2011.       | 1.990       |             |